# Conflans-Sainte-Honorine
Conflans-Sainte-Honorine ist eine französische Gemeinde mit 36.306 Einwohnern (Stand 1. Januar 2022) im Département Yvelines in der Region Île-de-France. Sie liegt 27 Kilometer nordwestlich von Paris und 20 Kilometer nördlich von Saint-Germain-en-Laye an der Mündung der Oise in die Seine.
In Conflans-Sainte-Honorine ereignete sich am 16. Oktober 2020 der islamistisch motivierte Mord an dem Lehrer Samuel Paty. 

## Einwohner
| Jahr      | 1982   | 1990   | 2018   |
| --------- | ------ | ------ | ------ |
| Einwohner | 28.977 | 31.467 | 35.656 |

## Wirtschaft
- Vier Gewerbegebiete
- Binnenhafen (unter Verwaltung der Pariser Hafenbehörde)

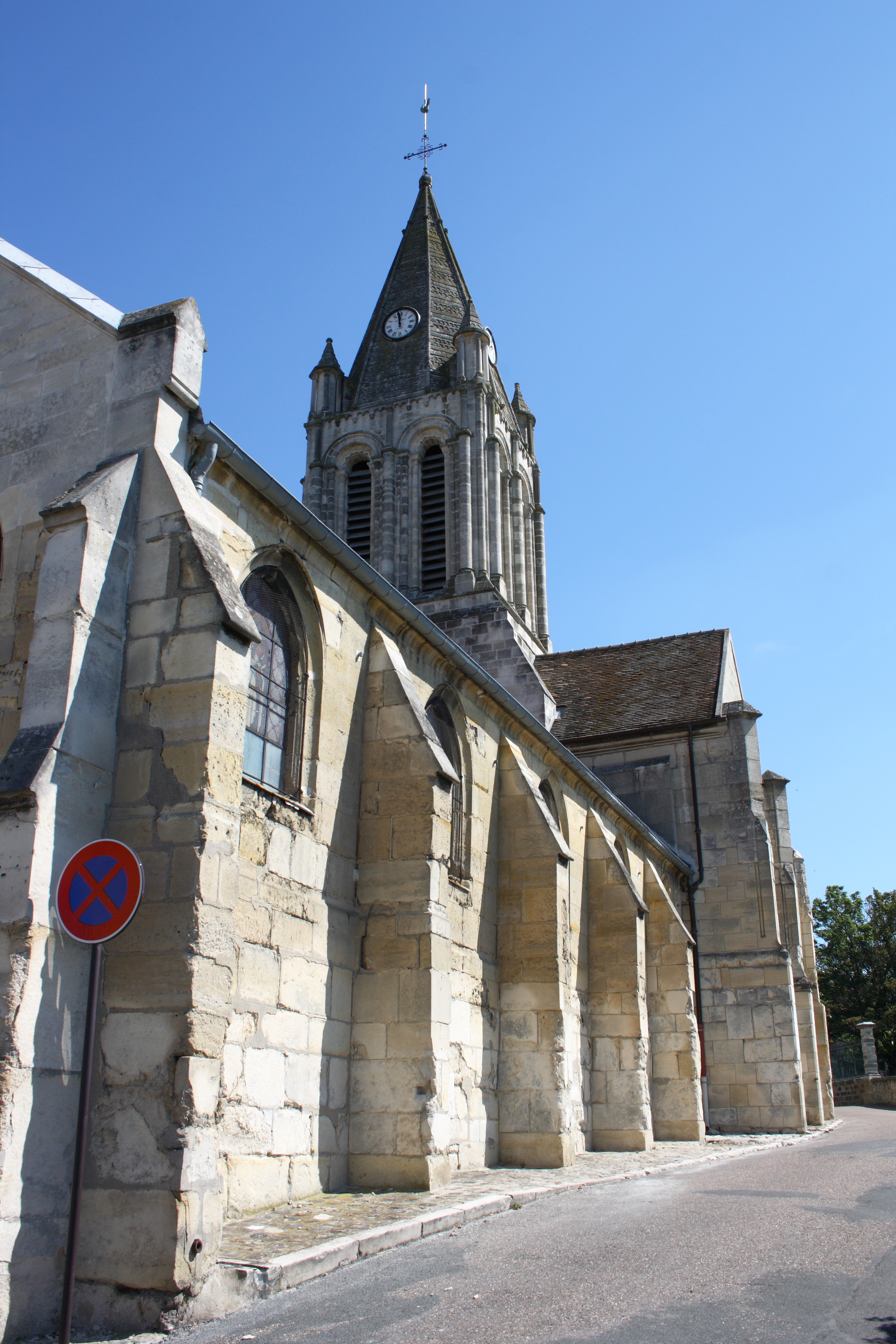
Kirche Saint-Maclou

## Sehenswürdigkeiten
- Kirche Saint-Maclou aus dem 12. Jahrhundert (Monument historique)

## Kultur
- Museum der Flussschifffahrt
- Flussschiff mit Kapelle „Je Sers“

## Persönlichkeiten
- Der Spitzenpolitiker (Minister, Premierminister u. a.) Michel Rocard (1930–2016) war von 1977 bis 1994 Bürgermeister der Gemeinde.
- Der französische Comiczeichner, Karikaturist und Journalist Stéphane Charbonnier (1967–2015), wurde in der Gemeinde geboren.
- Der senegalesische Fußballnationalspieler Fodé Ballo-Touré (* 1997) wurde in der Gemeinde geboren.

## Gemeindepartnerschaften
- Hanau-Großauheim, Hessen (Deutschland)
- Chimay, Belgien
- Ramsgate, Vereinigtes Königreich
- Tessaoua, Niger